# Michael Nemeth

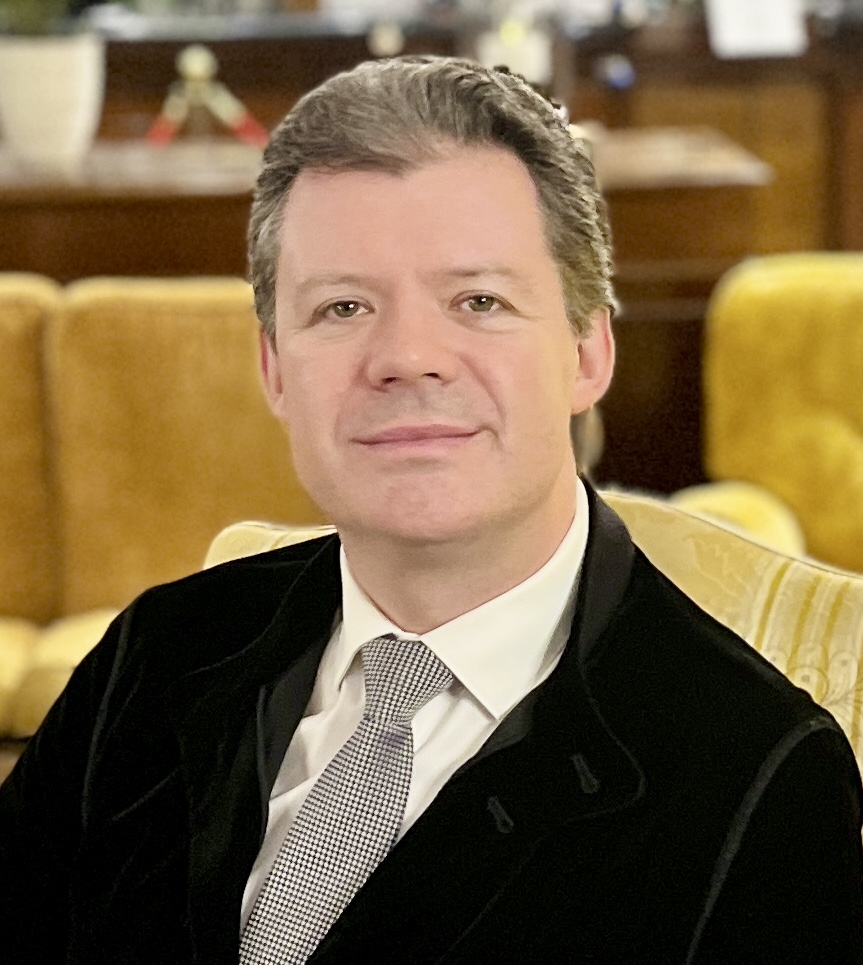
Michael Nemeth

Michael Alexander Maria Nemeth  (* 10. Oktober 1978 in Graz) ist ein österreichischer Kulturmanager und Musikwissenschafter.

## Leben und Wirken
Michael Nemeth wurde als Sohn des Intendanten Carl Nemeth und der Tänzerin, Tanzpädagogin und Choreografin Christine Maurer-Kronegg geboren. Nach der Matura am Bundesgymnasium Stift Rein studierte er Musikwissenschaft und Kulturmanagement an der Karl-Franzens-Universität Graz. Es folgte ein Doktoratsstudium im Fach Musikwissenschaft an der Universität Wien bei Gernot Gruber und Theophil Antonicek (Promotion und Dissertationspreis 2005). Am Johann Joseph Fux Konservatorium in Graz studierte Nemeth Violine, danach erhielt er Trompeten- und Posaunenunterricht an der Musik- und Kunstschule Gratkorn.
Bereits während des Studiums war Nemeth im Musikmanagement tätig. Nach dem Lehrgang „UNIUN“ für junge Unternehmensgründer der Universität Wien sammelte er als Trainee Erfahrungen an der Wiener Staatsoper sowie in der Bundestheater-Holding. Nach seiner Tätigkeit beim Wiener Klangbogen-Festival (Intendanz Roland Geyer) im Orchesterbüro des Gustav Mahler Jugendorchesters war er Mitarbeiter der Bühnenvermittlung Erich Seitter (Audition-Organisation und Künstlerbetreuung).
Per 1. Jänner 2008 wurde Nemeth zum Intendanten des Musikvereins Graz bestellt.  Unter seiner Leitung wurden internationale Spitzenmusiker engagiert sowie innovative Projekte initiiert, wodurch neue und größere Publikumskreise gewonnen werden konnten.
Von 2002 bis 2023 leitete Nemeth die Konzerte im historischen Musikpavillon des Grazer Stadtparks und organisierte dort 125 Open-Air Promenadenkonzerte aus den Sparten Klassik, Oper, Jazz und Blasmusik. Im Jahr 2007 erfolgte die Gründung des Kammerorchesters Con Fuoco, das unter seinem Chefdirigenten Svetoslav Borisov und Solisten wie Julia Hagen, Gábor Boldocki oder Olga Bezsmertna Auftritte im In- und Ausland unternahm, darunter im Wiener Musikverein, MuTh, Congress Villach, Palais Lobkowitz und Opernhaus Lviv auf Einladung von Oksana Lyniv. Weitere Gastspiele erfolgten im Grazer Landhaushof sowie Auftritte im Musikverein Graz. Dort spielte das Orchester Produktionen von Donizettis Oper Rita in der Regie von Peter Patzak sowie Aufführungen von Franz von Suppés komisch-mythologischer Oper Die schöne Galathée in der Originalfassung. Im Juni 2017 fand das 10-Jahres-Festkonzert im Rittersaal des Landhauses in Graz statt, in dessen Rahmen Haydns Sinfonia concertante mit Solisten der Sommerakademie der Wiener Philharmoniker aufgeführt wurde.
Seit 2017 ist Michael Nemeth Lehrbeauftragter für Musikmanagement am Institut für Musikwissenschaft an der Karl-Franzens-Universität.

## Publikationen
- Michael Nemeth in Zusammenarbeit mit Susanne Flesch (Hrsg.): Im Jahrestakt. 200 Jahre Musikverein für Steiermark. Böhlau, Wien / Köln / Weimar 2015.
- Operngeschichte abseits der Routine: Das Grazer Opernhaus unter der Intendanz Carl Nemeth 1972 bis 1990 (Dissertation, Universität Wien, 2005, Prof. Antonicek / Prof. Gruber)
- Beethovens Beziehungen zu Graz unter besonderer Berücksichtigung des Konzertwesens zu Lebzeiten des Komponisten (Diplomarbeit, Karl-Franzens-Universität Graz, 2003, Prof. Lederer)